# Encrage à la poupée

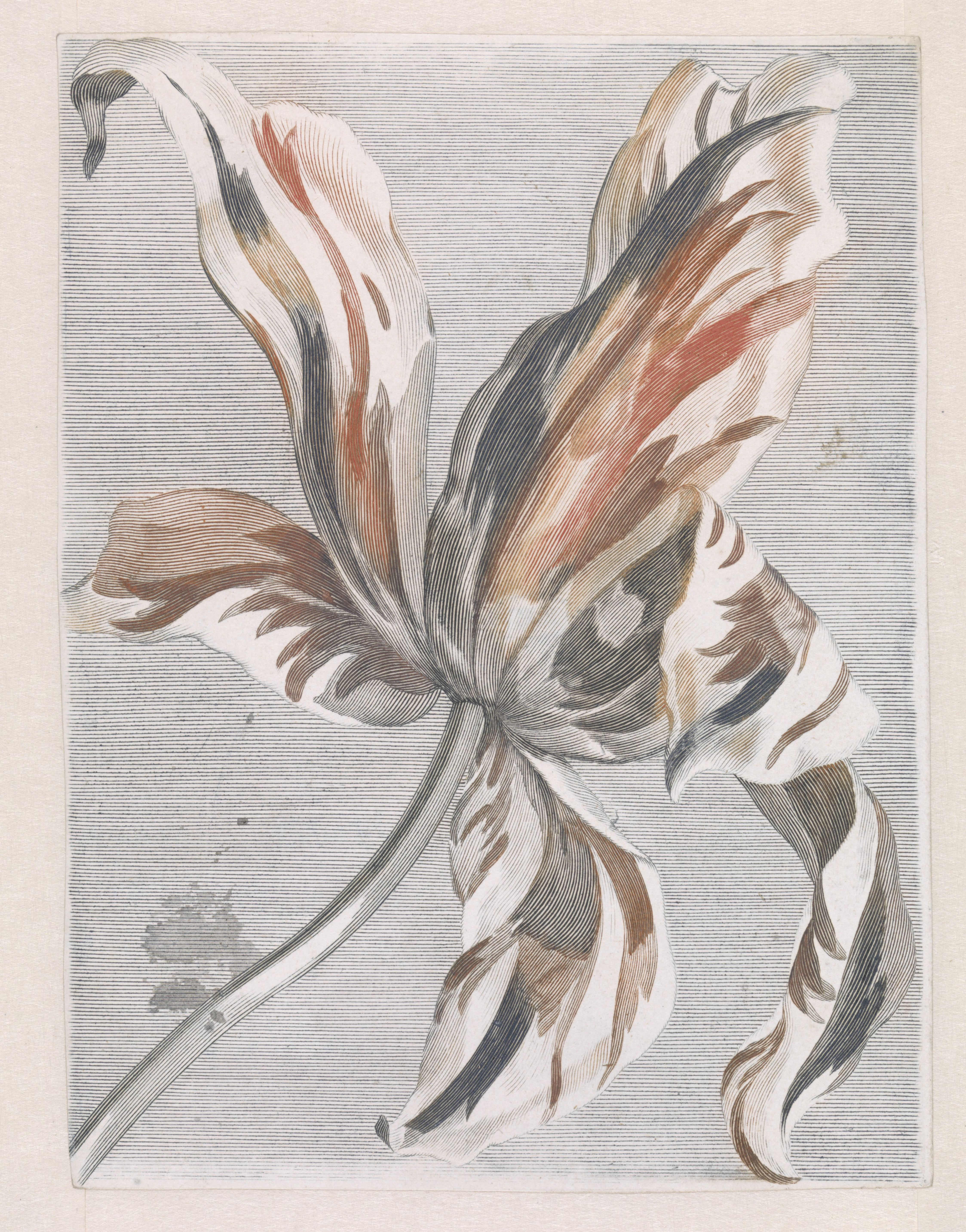
Gravure à la poupée in rood, bruin en zwart, de Johannes Teyler (1688-1698, Rijksmuseum Amsterdam).

L’encrage à la poupée est une technique d'impression d'une gravure en taille-douce, qui permet l'obtention d'une épreuve en couleurs en un seul tirage. Elle consiste à poser toutes les encres colorées sur la matrice.

## Histoire
Technique employée depuis les débuts de l'estampe au XVe siècle, c'est sous la direction du néerlandais Johannes Teyler (1648 - 1709), à partir de 1685, qu'elle est réellement développée. Teyler obtient ainsi un privilège pour son procédé en 1688.

## Méthode
Au lieu d'employer une matrice par couleur, l'imprimeur pose les différentes encres d'impression sur la planche en prenant soin de ne pas les mêler. L'image colorée peut ainsi être obtenue en un seul passage sous presse.
Cette technique demande un grand soin car les couleurs ne doivent pas se mêler. Le paumage et l'essuyage, qui permettent de retirer le surplus d'encre dans les parties non gravées, sont bien plus délicats. La répétition de cette minutieuse opération d'encrage entre chaque passage sous presse allonge d'autant le tirage des épreuves.
La « poupée » est le tampon en bois habillé d'un chiffon utilisé pour répartir les couleurs sur le cuivre.
Dans le langage courant, on parle d'encrage ou d'impression à la poupée. 